# Архелия (Каука)
Архелия (исп. Argelia) — город и муниципалитет на юго-западе Колумбии, на территории департамента Каука. Входит в состав Южной провинции.

## История
Поселение, из которого позднее вырос город, было основано в 1912 году. Муниципалитет Архелия был выделен в отдельную административную единицу в 1967 году.

## Географическое положение

Муниципалитет Архелия

Город расположен в западной части департамента, в горной местности Западной Кордильеры, на расстоянии приблизительно 71 километра к юго-западу от города Попаян, административного центра департамента. Абсолютная высота — 1256 метров над уровнем моря.
Муниципалитет Архелия граничит на северо-западе с территорией муниципалитета Тимбики, на северо-востоке — с муниципалитетом Эль-Тамбо, на востоке — с муниципалитетом Патия, на юге — с муниципалитетом Бальбоа, на западе — с муниципалитетом Гуапи, на юго-западе — с территорией департамента Нариньо. Площадь муниципалитета составляет 655,6 км².

## Население
По данным Национального административного департамента статистики Колумбии, совокупная численность населения города и муниципалитета в 2015 году составляла 26 715 человек.
Динамика численности населения муниципалитета по годам:
| 2005   | 2006   | 2007   | 2008   | 2009   | 2010   | 2011   | 2012   | 2013   | 2014   | 2015   |
| ------ | ------ | ------ | ------ | ------ | ------ | ------ | ------ | ------ | ------ | ------ |
| 24 538 | 24 695 | 24 881 | 25 076 | 25 289 | 25 507 | 25 733 | 25 983 | 26 221 | 26 473 | 26 715 |

Согласно данным переписи 2005 года мужчины составляли 53,3 % от населения Архелии, женщины — соответственно 46,7 %. В расовом отношении белые и метисы составляли 79,7 % от населения города; негры, мулаты и райсальцы— 17,5 %; индейцы — 2,8 %.
Уровень грамотности среди всего населения составлял 82,9 %.

## Экономика
Основу экономики Архелии составляет сельское хозяйство.
50 % от общего числа городских и муниципальных предприятий составляют предприятия сферы обслуживания, 38,5 % — предприятия торговой сферы, 11,5 % — промышленные предприятия.